# Yes It Is
"Yes It Is" é uma canção escrita por Lennon/McCartney e gravada pelos Beatles em 1965. Foi lançada como Lado B de um single que tinha a canção "Ticket to Ride" como Lado A. A canção foi incluída mais tarde no álbum de compilação Past Masters, Volume One.

## A Canção
Embora fosse creditada à dupla Lennon/McCartney, a canção foi escrita principalmente por John Lennon, segundo afirmou o próprio Paul McCartney. John a considerava como uma de suas piores canções, e que ela nada mais era do que uma tentativa de reescrever This Boy - uma vez que elas tinham os mesmos acordes, harmonia e "falatório sem sentido" - mas que não havia funcionado.
A letra da canção gira em torno de um pedido para que a garota não use vermelho naquela noite, pois essa era a cor que a mulher que o autor quer esquecer usava, e esquecê-la é a única forma de ele poder ser feliz com a nova garota.

## Versão Brasileira e Selva de Pedra

LP "Selva de Pedra Nacional", lançado pela Somlivre em ocasião da exibição da novela em 1986, onde a versão brasileira "Demais", esteve incluída.

Em 1986 Yes It Is teve uma versão brasileira, com o título "Demais", feita por Zé Rodrix e Miguel Paiva. A canção foi gravada por Verônica Sabino e foi uma das mais tocadas daquele ano, principalmente por fazer parte da trilha sonora do remake de Selva de Pedra, de Janete Clair. Na trama a canção chegou a ser usada na abertura do primeiro capítulo e depois passou a ser tema da protagonista Simone, interpretada por Fernanda Torres.

## Créditos
- John Lennon: vocal e guitarra semi-acústica
- Paul McCartney: baixo e vocais de apoio
- George Harrison: guitarra solo e vocais de apoio
- Ringo Starr: bateria e tamborim